# Bataillon de Joinville Handball
Il Bataillon de Joinville Handball è una squadra di pallamano maschile francese, con sede a Joinville.

## Palmarès

### Trofei nazionali
- Campionato francese: 1
1960-61.